# Руденко Галина Тимофіївна
Галина Тимофіївна Руденко (3 квітня 1930, с. Сім'янівка, Сумська область, СРСР — 18 березня 2013) — радянська ланкова, Герой Соціалістичної Праці.

## Біографія
Народилася 3 квітня 1930 року в селі Сім'янівка Сумської області. З 16 років працювала на колгоспі. Коли їй виповнилося 18 років її обрали ланковою по вирощуванню буряків. В 1954 в Москві отримала медаль «Серп і Молот». В 1954 році вступила до Сумського сільськогосподарського технікуму. Отримала спеціальність агронома. 
Працювала в колгоспі рідного села, спочатку заступником агронома, а потім агрономом. Померла в ніч з 17 на 18 березня 2013 року.

## Нагороди
- Нагороджена званням Герой соціалістичної праці (1954).